# Antilles Neerlandeses
Les Antilles Neerlandeses (en neerlandès, Nederlandse Antillen) van ser un conjunt d'illes situades al mar del Carib que formen part de l'arxipèlag de les Antilles i que, juntament amb Aruba i els Països Baixos constituïen el Regne dels Països Baixos. A vegades són també anomenades Antilles Holandeses (arran de la confusió de noms entre el regne dels Països Baixos i Països Baixos, que n'és només un tros) o Índies Occidentals Holandeses/Neerlandeses (nom més antic amb referències més aviat colonials).
El 10 d'octubre de 2010 el seu govern va quedar dissolt, i les illes Bonaire, Saba i Sint Eustatius van passar a tenir una municipalitat especial, mentre que Curaçao i Sint Maarten van passar a ser nacions constituents dins del Regne dels Països Baixos, juntament amb Aruba, que ja s'havia separat de les Antilles Neerlandeses el 1986.
Les Antilles Neerlandeses estaven formades per sis illes, parts d'illes o arxipèlags principals:
- Illes de Sotavent, o illes ABC:
  - Aruba (fins a l'any 1986)
  - Bonaire
  - Curaçao
- Illes de Sobrevent, o illes SSS:
  - Saba
  - Sint Eustatius
  - Sint Maarten (part de l'illa)

La llengua oficial el neerlandès, però el papiament era la més usada a les illes ABC i l'anglès la més usada a les illes SSS. Després de discussions que havien durat dècades, aquestes dues llengües es van acceptar com a oficials al costat de la neerlandesa el març de 2007. La legislació es produïa en neerlandès però el debat parlamentari era en papiament o anglès depenent de l'illa.